# Karol Lubicz Chojecki
Karol Lubicz Chojecki herbu Lubicz (ur. ok. 1740, zm. po 1791) – konfederat barski, zesłaniec na Sybir i autor pamiętników.

## Życiorys
W sierpniu 1768 roku wzięty do rosyjskiej niewoli podczas obrony Krakowa. Za udział w konfederacji barskiej został uwięziony i wysłany na Syberię gdzie skazano go na służbę wojskową w armii Imperium Rosyjskiego. Odbywał ją początkowo w Omsku, jako dragon brał udział w tłumieniu kozackiego buntu Pugaczowa i w walkach z Tatarami Krymskimi. W 1776 zbiegł spod Azowa z armii i przedostał się do Rzeczypospolitej, gdzie spisał pamiętnik o swojej zsyłce. W pracy tej zawarł liczne obserwacje etnograficzne ludów zachodniej Syberii, Kazachstanu i środkowej Wołgi.

## Dzieła
- Karol Lubicz Chojecki, 1789: Pamięć dzieł polskich. Podróż i niepomyślny sukces Polaków przez urodzonego Karola Lubicz Chojeckiego. Warszawa. (wydany też w tomie Sybir w 1864 w Chełmnie).
- Karol Lubicz Chojecki, 1997: Pamięć dzieł polskich. Podróż i niepomyślny sukces Polaków. Bagno-Warszawa-Wrocław (pod redakcją A. Kuczyńskiego i Z. Wójcika).
- Karol Lubicz Chojecki, 1790: Polak konfederat przez Moskwę na Syberię zaprowadzony - jeden z pierwszych polskich relacji z Syberii

## Literatura dodatkowa
- Władysław Konopczyński: Chojecki Karol Lubicz. W: Polski Słownik Biograficzny. T. 3: Brożek Jan – Chwalczewski Franciszek. Kraków: Polska Akademia Umiejętności – Skład Główny w Księgarniach Gebethnera i Wolffa, 1937, s. 395–396. Reprint: Zakład Narodowy im. Ossolińskich, Kraków 1989, ISBN 83-04-03291-0